# Матеюнас, Андрей Александрович
Андрей Александрович Матеюнас (род. 28 марта 1988, Казань, СССР) — российский профессиональный баскетболист, играющий на позиции разыгрывающего защитника.

## Карьера
Свои первые годы в профессиональном баскетболе провёл в составе клубов Суперлиги Б «Автодора» (2006/2007, золото — 2008/2009) и «Союза» (серебро — 2007/2008).
В высшем российском дивизионе Матеюнас дебютировал в 2009 в составе подмосковного «Триумфа». В люберецком клубе Андрей провёл два сезона, в последнем набирая 5.5 очков и 2 подбора в среднем за игру.
Сезон 2011/2012 начинал в составе «Нижний Новгорода», однако вскоре перебрался в «Рязань», с которой завоевал бронзу Суперлиги.
Перед началом сезона 2012/2013 Матеюнас во второй раз вернулся в саратовский «Автодор». Вместе с «чёрно-белыми» Андрей повторил свой прошлогодний результат, став бронзовым призёром Суперлиги.
Один из лучших сезонов (2013/2014) в карьере Матеюнас провёл в ростовском «Атамане», набирая 12,3 очка и 7 передач за игру.
Успешное выступление в Суперлиге позволило Матеюнасу вернуться в элиту отечественного баскетбола и подписать контракт с самарскими «Красными крыльями». В сезоне 2014/2015 Андрей провел 15 матчей в Единой лиге ВТБ, набирая 5.7 очков и 2.1 передачи в среднем за игру. В Кубке России выходил на паркет в 4 матчах, набирая 11.5 очков и 6 передач в среднем за игру.
В конце августа 2015 года Матеюнас стал игроком «Красного Октября». В Единой лиге ВТБ провёл 30 игр в которых набирал 6,6 очка, 3,6 передачи, 1,5 подбора, 0,8 перехвата в среднем за игру. В Еврокубке на счету Матеюнаса 9 игр, 6,3 очка, 3,8 передачи, 1 подбор и 0,6 перехвата в среднем за игру. В 2 матчах Кубка России статистика Андрея составила 18 очков, 3,5 передачи, 7,5 подбора, 3,5 перехвата в среднем за игру.
В августе 2016 года Матеюнас перешёл в «Спартак-Приморье».
В августе 2023 года Матеюнас продолжил карьеру в «СШОР-Локомотив-Кубань».
В сентябре 2024 года он перешёл в азербайджанский клуб «Сумгаит». 18 ноября 2024 года он покинул клуб.

## Баскетбол 3×3
В январе 2020 года Матеюнас принял участие в 5-дневном сборе национальной команды по баскетболу 3×3.
В июне 2020 года Матеюнас был приглашён в просмотровый лагерь сборной России.

## Достижения
- Чемпион Суперлиги (2): 2008/2009, 2017/2018
- Серебряный призёр Суперлиги: 2007/2008
- Бронзовый призёр Суперлиги (3): 2011/2012, 2016/2017, 2018/2019

## Статистика
| Сезон                                                                                   | Команда         | Лига            | GP | GS | MPG  | FG%  | 3P%  | FT%  | RPG | APG | SPG | BPG | PPG |  |
| 2009/10                                                                                 | Триумф          | Еврокубок       | 4  | 0  | 8,8  | 50,0 | 0,0  | 83,3 | 1,3 | 2,0 | 0,8 | 0,0 | 3,8 |  |
| 2011/12                                                                                 | Все клубы       | Все лиги        | 3  | 1  | 3,5  | 0,0  | 0,0  | 50,0 | 0,3 | 0,0 | 0,0 | 0,0 | 0,3 |  |
| 2011/12                                                                                 | Нижний Новгород | Единая лига ВТБ | 2  | 1  | 3,5  | 0,0  | 0,0  | 50,0 | 0,5 | 0,0 | 0,0 | 0,0 | 0,5 |  |
| 2011/12                                                                                 | Нижний Новгород | ПБЛ             | 1  | 0  | 3,6  | 0,0  | 0,0  | 0,0  | 0,0 | 0,0 | 0,0 | 0,0 | 0,0 |  |
| 2014/15                                                                                 | Красные крылья  | Единая лига ВТБ | 15 | 3  | 14,0 | 40,7 | 29,2 | 92,1 | 1,2 | 2,1 | 0,7 | 0,0 | 5,7 |  |
| 2015/16                                                                                 | Все клубы       | Все лиги        | 39 | 18 | 20,1 | 40,4 | 34,7 | 75,3 | 1,4 | 3,6 | 0,7 | 0,0 | 6,5 |  |
| 2015/16                                                                                 | Красный Октябрь | Единая лига ВТБ | 30 | 14 | 20,7 | 40,0 | 37,5 | 75,0 | 1,5 | 3,6 | 0,8 | 0,0 | 6,6 |  |
| 2015/16                                                                                 | Красный Октябрь | Еврокубок       | 9  | 4  | 17,8 | 41,7 | 22,2 | 76,5 | 1,0 | 3,8 | 0,6 | 0,0 | 6,3 |  |
|                                                                                         |                 | Всего           | 61 | 22 | 17,0 | 40,4 | 32,5 | 80,3 | 1,3 | 3,0 | 0,7 | 0,0 | 5,9 |  |
| Наведите курсор мыши на аббревиатуры в заголовке таблицы, чтобы прочесть их расшифровку |                 |                 |    |    |      |      |      |      |     |     |     |     |     |  |